# Utan personlig ansvarighet
Utan personlig ansvarighet (upa) är en äldre rikssvensk juridisk term som använts av bland annat ekonomiska föreningar, för att deklarera att medlemmarna inte ansvarar för föreningens skulder vid en konkurs, utöver den medlemsinsats varje medlem betalat in till föreningen.
Bolagsformen går inte att nyteckna, men existerande bolag får fortsätta. 2017 fanns det 1600 UPA i Sverige[källa behövs]
Det har även förekommit föreningar "med begränsad personlig ansvarighet", förkortat m.b.p.a.